# Gustavo Poyet
Gustavo Augusto (Gus) Poyet Domínguez (Montevideo, 15 november 1967) is een Uruguayaans voetbaltrainer en voormalig profvoetballer. Op 3 februari 2022 trad hij in dienst als bondscoach van het Grieks voetbalelftal.

## Clubcarrière
Poyet begon zijn loopbaan als middenvelder bij CA River Plate Montevideo en speelde in het seizoen 1988/89 in Frankrijk bij Grenoble Foot 38. Tussen 1990 en 1997 speelde hij meer dan 200 wedstrijden voor Real Zaragoza. Hierna speelde hij meer dan 100 wedstrijden voor Chelsea. Hij sloot zijn spelersloopbaan in 2004 af bij Tottenham Hotspur.

## Interlandcarrière
Poyet speelde 26 keer voor het Uruguayaans voetbalelftal. Onder leiding van bondscoach Luis Alberto Cubilla maakte hij zijn debuut op 13 juli 1993 in de vriendschappelijke uitwedstrijd tegen Peru (1-2). Hij moest in dat duel na 67 minuten plaatsmaken voor aanvaller Carlos Aguilera. Poyet won met Uruguay de Copa América 1995 in eigen land.
| Interlanddoelpunten | Interlanddoelpunten | Interlanddoelpunten | Interlanddoelpunten        | Interlanddoelpunten | Interlanddoelpunten | Interlanddoelpunten | Interlanddoelpunten |
| #                   | Datum               | Locatie             | Wedstrijd                  | Goal(s)             | Score               | Uitslag             | Wedstrijd           |
| ------------------- | ------------------- | ------------------- | -------------------------- | ------------------- | ------------------- | ------------------- | ------------------- |
| 1                   | 25/03/1995          | Dallas              | Verenigde Staten – Uruguay | 83'                 | 2 – 2               | 2 – 2               | Oefeninterland      |
| 2                   | 05/07/1995          | Montevideo          | Uruguay – Venezuela        | 84'                 | 4 – 1               | 4 – 1               | Copa América        |
| 3                   | 24/04/1996          | Caracas             | Venezuela – Uruguay        | 71'                 | 0 – 2               | 0 – 2               | WK-kwalificatie     |

## Trainerscarrière
Na zijn actieve loopbaan werd hij trainer en was assistent bij Swindon Town, Leeds United en Tottenham Hotspur. Sinds 2009 was hij hoofdtrainer van Brighton & Hove Albion. Op 8 oktober 2013 werd hij aangesteld als hoofdcoach van Sunderland AFC, dat op dat moment na zeven speelronden met slechts één punt op de laatste plaats stond van de Premier League. Hij volgde de ontslagen Paolo di Canio op, en eindigde op de veilige veertiende plaats met Sunderland. Na een reeks slechte wedstrijden werd Poyet op maandag 16 maart 2015 ontslagen, nadat Sunderland de zaterdag ervoor thuis met 4-0 had verloren van rechtstreekse concurrent Aston Villa. "Als het goed gaat, roep ik dat ik verantwoordelijk ben. Gaat het slecht, dan zeg ik dat ook." zei Poyet na die wedstrijd; het bestuur dacht er ook zo over. Onder leiding van de Uruguayaan zakte Sunderland halverwege het seizoen 2014/15 steeds verder weg in de Premier League. Met nog negen duels voor de boeg stond de ploeg op de zeventiende plaats. Sunderland won sinds de kerst slechts één keer (2-0 tegen Burnley). Poyet stond in totaal achttien maanden aan het roer in het Stadium of Light. Hij werd opgevolgd door Dick Advocaat, die er vervolgens in slaagde om Sunderland in de Premier League te houden. Op 29 oktober 2015 werd Poyet aangesteld als nieuwe trainer van AEK Athene. Hier werd hij op 19 april 2016 ontslagen nadat hij, zonder het bestuur hierover in te lichten, bekend had gemaakt aan het eind van het seizoen te stoppen. Op 9 mei 2016 werd bekend dat Poyet met ingang van het seizoen 2016/17 aan de slag ging bij Real Betis. Na vier maanden werd hij de laan uitgestuurd en opgevolgd door Víctor Sánchez del Amo. In januari 2018 trad hij in dienst als hoofdtrainer bij Girondins de Bordeaux. In augustus van dat jaar werd hij ontslagen. In de eerste helft van 2021 was hij kortstondig in dienst bij de Chileense club CD Universidad Católica en won met die club de Chileense superucp.
Op 3 februari 2022 werd bekend dat Poyet de Nederlander John van 't Schip opvolgt als bondscoach van Griekenland. Onder zijn leiding startte Griekenland in juni 2022 met 12 op 12 in de UEFA Nations League, waardoor het na amper vier speeldagen al zeker was van de groepswinst. Griekenland steeg zo voor het eerst naar Divisie B.

## Erelijst
Als speler
 Real Zaragoza
- Copa del Rey: 1993/94
- UEFA Cup Winners' Cup: 1994/95

 Chelsea
- FA Cup: 1999/00
- FA Charity Shield: 2000
- UEFA Cup Winners' Cup: 1997/98
- UEFA Super Cup: 1998

 Uruguay
- CONMEBOL Copa América: 1995

Als trainer
 Brighton & Hove Albion
- Football League One: 2010/11

 CD Universidad Católica
- Chileense supercup: 2020

Individueel als trainer
- League One Manager of the Year: 2010/11
- Football League Award for Outstanding Managerial Achievement: 2011